# Fat Old Sun
«Fat Old Sun» és la quarta tercera cançó de l'àlbum Atom Heart Mother del grup britànic de rock progressiu Pink Floyd. Aquest tema es va tocar en directe en els concerts des del 16 de juny de 1970, és a dir, quatre mesos abans de la sortida oficial del disc, així com posteriorment a la sortida de l'àlbum. En directe interpretaven una versió ampliada de la peça que podia durar fins a 15 minuts.

## Composició
El tema fou escrit i compost per David Gilmour que hi toca tots els instruments excepte els piano.

## Directe
«Fat Old Sun» va ser interpretada en viu per Pink Floyd entre els anys 1970 i 1971. A l'escenari, la cançó es transformava d'una balada popular en una interpretació més lliure i estesa d'una peça de rock progressiu, partint d'una obertura amb un solo de rock blues després de l'última tornada. La versió lliure estesa es donava normalment en forma lliure de tambors, solos d'orgue i progressions d'acords revisades d'acord amb la línia vocal de "Sing to me".
Més recentment, va ser adoptada per David Gilmour i interpretada acusticament en els anys 2001 i 2002 en els espectacles de David Gilmour in Concert, meny el solo de guitarra elèctrica. Quan el mànager dels Pinkf Floyd, Steve O'Rourke, va morir el 2003, 
Richard Wright i Nick Mason van tocar «Fat Old Sun» i «The Great Gig in the Sky» en el funeral d'O'Rourke. Al principi de la gira de Gilmour per a promocionar el disc de 2006 On an Island, la cançó va tornar al repertori. Aquesta encarnació es componia de les lletres seguides per la repetició per part dels cantants corals de la tornada "sing to me", a continuació una versió blues del solo de guitarra més proper a la longitud de la versió de l'àlbum (la interpretació l'any 2006 durava al voltant set minuts). Una actuació al Royal Albert Hall està enregistrat en un DVD de Gilmour, Remember That Night. També apareix en l'àlbum en viu de Gilmour Live in Gdańsk.

## Crèdits
- David Gilmour – Lletra i música, veu, guitarra, baix i bateria.[4]
- Richard Wright - piano